# Kapıkaya, Bergama
Kapıkaya là một xã thuộc huyện Bergama, tỉnh İzmir, Thổ Nhĩ Kỳ. Dân số thời điểm năm 2010 là 49 người.